# Caveirac
Caveirac é uma comuna francesa na região administrativa de Occitânia, no departamento de Gard. Estende-se por uma área de 15,2 km². Em 2010 a comuna tinha 4 356 habitantes (densidade: 286,6 hab./km²).